# Anomonotes annulipes
Anomonotes annulipes là một loài bọ cánh cứng trong họ Cerambycidae.